# アイドルプロジェクト
『アイドルプロジェクト』は、スタジオOX制作のOVA作品で、1995年から1997年にかけて全4巻がケイエスエスから発売された。OVAに先行して1994年にPC98用ゲームソフトが、1995年に主題歌のシングルCDとヴォーカルアルバムCDが発売された後、OVAシリーズのリリースを開始。その後ドラマCDや小説などメディアミックス展開された。

## 登場人物
未夢・エミルトン（みむ エミルトン）
声 - 國府田マリ子
14歳。身長154cm。アイドルを夢見る普通の女の子。
レイラ・B・シモンズ
声 - 久川綾
16歳。身長165cm。エクセレント・アイドルの一人。ハードロッカー。
エクストラ・海堂（エクストラ かいどう）
声 - かないみか
15歳。身長154cm。エクセレント・アイドルの一人。ピアニスト。
コルベット・ハイヤーズ
声 - 井上喜久子
17歳。身長174cm。エクセレント・アイドルの一人。ダンサー。
ルカ・エッセンポルカ
声 - こおろぎさとみ
9歳。身長118cm。エクセレント・アイドルの一人。天才子役。
ぱるぷ・蘭々（ぱるぷ らんらん）
声 - 金丸日向子
13歳。身長146cm。エクセレント・アイドルの一人。カンフーの達人。
鈴風 紫音（すずかぜ しおん）
声 - 岩坪理江
15歳。身長160cm。エクセレント・アイドルの一人。忍者。
ユリー
声 - 折笠愛
バイトギャル
声 - 西村ちなみ
イブル
声 - 高木渉
エブル
声 - 伊藤栄次
ゴブル
声 - 平田広明
バナナーン
声 - 安西正弘→島香裕
キウイ
声 - 氷上恭子

## OVA

### あらすじ（第1巻）
エクセレント･アイドル・オーディションの当日、会場へと急ぐ未夢はハプニングに巻き込まれながらエクセレント･アイドルたちに出会い、なかなか会場に辿り着けず……。果たしてオーディションに間に合うのか？

### スタッフ
- 監督 - 長岡康史（VOL.1 - 3）、佐藤豊（VOL.4）
- キャラクターデザイン・脚本協力 - 鈴木典孝（Studio OX）
- 演出 - 元永慶太郎（VOL.1 - 3）
- 絵コンテ - 金子伸吾・長岡康史（VOL.3）、川越淳（VOL.4）
- 音楽 - 斉藤かんじ
- 音楽プロデューサー - 原田宗一郎
- 音響監督 - 松岡裕紀
- 撮影監督 - 今泉秀樹（VOL.1 - 3）、安津畑隆（VOL.4）
- 美術設定 - 平沢晃弘（VOL.2）
- 編集 - 西山茂（VOL.1 - 3）、関一彦・小林容子（VOL.4）
- オープニング原画 - 長谷川眞也、後藤圭二、斉藤久、石原満、鈴木典孝、名和宗則、渡部圭祐、
- プロデューサー - 望月正雄、杉田篤彦（Studio OX）
- アニメーションプロデューサー - 松元文一、小沢十光（VOL.4）
- アニメーション制作 - Studio OX
- 製作 - ケイエスエス

### 各話リスト
| 話数 | サブタイトル                      | 脚本     | 作画監督 | 美術監督   | 発売日         |
| ---- | --------------------------------- | -------- | -------- | ---------- | -------------- |
| 1    | VOL.1 スターランド♥フェスティバル | 天野裕充 | 渡部圭祐 | 飯島由樹子 | 1995年9月22日  |
| 2    | VOL.2 トロピカル♥ディメンジョン   | 天野裕充 | 渡部圭祐 | 加藤浩     | 1996年1月26日  |
| 3    | VOL.3 ショッキング♥リポート       | 荒川稔久 | 斎藤久   | 中島美佳   | 1997年3月28日  |
| 4    | VOL.4 ファイナル♥コンサート       | 荒川稔久 | 村田雅彦 | 荒井和浩   | 1997年10月24日 |

## CD
※IDOL PROJECT は國府田マリ子、久川綾、かないみか、井上喜久子、こおろぎさとみ、金丸日向子、岩坪理江の七人。

### シングルCD
「Don't Stop! -ス・テ・キにめぐり会いたい-」（1995年2月24日発売）
- Don't Stop! -ス・テ・キにめぐり会いたい-（歌 - IDOL PROJECT）
  - 作詞 - 佐藤ありす / 作曲 - 斉藤かんじ / 編曲 - 関根安里

- 君のハートを狙いうち（歌 - IDOL PROJECT）
  - 作詞 - 佐藤ありす / 作曲・編曲 - 斉藤かんじ

- Don't Stop! -ス・テ・キにめぐり会いたい-（オリジナル・カラオケ）
- 君のハートを狙いうち（オリジナル・カラオケ）

### ヴォーカルCD「First Present」
1995年4月21日発売
- Don't Stop! -ス・テ・キにめぐり会いたい-（アルバム・バージョン）（歌 - IDOL PROJECT）
- Angel kiss（歌 - 國府田マリ子、岩坪理江）
  - 作詞 - 佐藤ありす / 作曲・編曲 - 斉藤かんじ

- カ・ン・セ・ツ♥キッス（歌 - 金丸日向子）
  - 作詞 - 黒田洋介 / 作曲・編曲 - 本澤尚之

- Crystal Generation（歌：久川綾）
  - 作詞 - 佐藤ありす / 作曲 - Tsukasa / 編曲 - BANG HEADS

- オ・ン・ナの果実（歌 - かないみか、こおろぎさとみ、金丸日向子）
  - 作詞 - 柳川真寿美 / 作曲 - Tsukasa / 編曲 - BANG HEADS

- Cotton Boy（歌 - 井上喜久子）
  - 作詞 - 佐藤ありす / 作曲・編曲 - 斉藤かんじ

- ビーナス誕生！（歌 - かないみか）
  - 作詞 - 柳川真寿美 / 作曲 - 大和朗 / 編曲 - BANG HEADS

- みんな恋のせいね（歌 - 岩坪理江）
  - 作詞 - 黒田洋介 / 作曲 - 大和朗 / 編曲 - BANG HEADS

- FOLLOW THE HEART（歌 - 久川綾）
  - 作詞・作曲 - 大和朗 / 編曲 - BANG HEADS

- 実力派に愛のエールを（歌 - こおろぎさとみ）
  - 作詞 - 佐藤ありす / 作曲・編曲 - 礒谷健

- 君のハートを狙いうち（アルバム・バージョン）（歌 - IDOL PROJECT）
- 星のメロディー（歌 - 國府田マリ子）
  - 作詞 - 佐藤ありす / 作曲・編曲 - 斉藤かんじ

### ドラマCD「クライム♥プランニング」
1995年10月27日発売
- Don't Stop! -ス・テ・キにめぐり会いたい-（OAVサイズ）（歌 - IDOL PROJECT）
- クライム♥プランニング part 1
- AGAIN（歌 - 折笠愛）
  - 作詞 - 佐藤ありす / 作曲・編曲 - 斉藤かんじ

- クライム♥プランニング part 2
- 君のハートを狙いうち（歌 - IDOL PROJECT）

声優（ドラマCDにだけ登場するキャラクターのみ）
- おラン - 小林優子
- スズ - 阿部道子
- ミツキ - 佐藤智恵

### ヴォーカルCD「セカンド♥ステージ」
1996年5月24日発売
- 天使のいる空（歌 - IDOL PROJECT）
  - 作詞 - 佐藤ありす / 作曲・編曲 - 斉藤かんじ

- 時季（とき）の国のアリス（歌 - 井上喜久子）
  - 作詞 - 佐藤ありす / 作曲 - 工藤崇 / 編曲 - Project "M"

- 真珠色ロマンス（歌 - 國府田マリ子、岩坪理江）
  - 作詞 - 佐藤ありす / 作曲 - 水島康宏 / 編曲 - 神津裕之

- やる気のシャボン玉（歌 - こおろぎさとみ）
  - 作詞 - 柳川真寿美 / 作曲・編曲 - 斉藤かんじ

- Shinny Boy -真夏のまん中-（歌 - 久川綾、井上喜久子）
  - 作詞 - 佐藤ありす / 作曲 - 大和朗 / 編曲 - タダミツヒロ

- PI・A・NO（歌 - かないみか）
  - 作詞 - 柳川真寿美 / 作曲・編曲 - 斉藤かんじ

- Be Up! -夢を追いつめて-（歌 - 久川綾）
  - 作詞 - 佐藤ありす / 作曲 - 水島康宏 / 編曲 - BANG HEADS

- 人魚のため息（歌 - かないみか、こおろぎさとみ、金丸日向子）
  - 作詞 - 佐藤ありす、作曲 - 工藤崇、編曲 - 神津裕之

- Star nights , star days（歌 - 國府田マリ子）
  - 作詞 - 柳川真寿美 / 作曲・編曲 - 神津裕之

- 愛だ！？正義だ！？ぱるぷりん（歌 - 金丸日向子）
  - 作詞 - 杉田篤彦 / 作曲 - 大和朗 / 編曲 - BANG HEADS

- 恋唄（歌 - 岩坪理江）
  - 作詞 - 佐藤ありす / 作曲・編曲 - 斉藤かんじ

### ヴォーカルCD「New Dream」
1998年10月28日発売
- ラブ and ピース（歌 - 井上喜久子、久川綾）
  - 作詞 - 佐藤ありす / 作曲 - 荒瀬由美子 / 編曲 - 多田光裕

- 眠りの森（歌 - 國府田マリ子、岩坪理江）
  - 作詞 - 佐藤ありす / 作曲 - 荒瀬由美子 / 編曲 - 多田光裕

- 恋のワナ 〜Trap of love（歌 - かないみか、こおろぎさとみ、金丸日向子）
  - 作詞 - 佐藤ありす / 作曲・編曲 - 斉藤かんじ

- 世界で1番素敵なわたし（歌 - 井上喜久子）
  - 作詞 - 大藤史・松本有加 / 作曲・編曲 - 斉藤かんじ

- Over the time 〜君を忘れない（歌 - 井上喜久子、久川綾）
  - 作詞 - 佐藤ありす / 作曲 - 斉藤かんじ / 編曲 - 多田光裕

- ステア 〜PASSION REMIX（1998 Re-Mix）（歌 - 國府田マリ子）
- オ・ネ・ガ・イ（1998 Re-Mix）（歌 - 宮村優子）
- IMITATION PAZZLE（1998 Re-Mastering）（歌 - 國府田マリ子、こおろぎさとみ、金丸日向子）
- ステア（1998 Re-Mastering）（歌 - 國府田マリ子）

### ヴォーカルCD「Remix Dance3」
1998年11月26日発売
- 天使のいる空（Go Happy Mix）（歌 - 國府田マリ子）
- Angel Kiss（Rocket Mix）（歌 - 國府田マリ子、岩坪理江）
- ラブ and ピース（Peace Mix）（歌 - 井上喜久子、久川綾）
- オ・ネ・ガ・イ（Rhapsody Mix）（歌 - 宮村優子）
- やる気のシャボン玉（On Stage Mix）（歌 - こおろぎさとみ）
- Cotton Boy（Afternoon Mix）（歌 - 井上喜久子）
- 真珠色ロマンス（Vivid Mix）（歌 - 國府田マリ子、岩坪理江）
- 君のハートを狙いうち（Carnival Mix）（歌 - IDOL PROJECT）

## ゲーム
※各作品ともゲーム中の音声はない。
アイドルプロジェクト（PC-9801版）（1994年9月発売）
初回特典スペシャルCDに未夢・レイラ・パルプの3人が出ているが、本CDに限りレイラ役をこおろぎさとみが担当。
- サウンドドラマ
- ステア（歌 - 國府田マリ子）
- サウンドドラマ
- IMITATION PAZZLE（歌 - 國府田マリ子、こおろぎさとみ、金丸日向子）
- サウンドドラマ
- 未夢のスペシャル留守電メッセージ
- パルプのスペシャル留守電メッセージ
- レイラのスペシャル留守電メッセージ

アイドルプロジェクト（FM-TOWNS版）（1995年7月発売）
PC98版の初回特典スペシャルCDをCD-ROMにボーナストラックとして収録。
アイドルプロジェクト2（PC-9801版）（1995年12月22日発売）
初回特典スペシャルCDで新キャラクターのチェルシィ役を宮村優子、チェルシィのペットのオウム「オジー」役を山田ふしぎが担当している（OVAとCDにはチェルシィとオジーの出番がない）。
なお、本作にはある重要アイテムを入手するタイミングで、アイテムの所持上限数未満でないと、件のアイテムが入手できず、結果トゥルーエンドに到達できないバグがある。
アイドルプロジェクト2 開発スタッフ
- 企画 / Studio OX
- 構成・監督 / 有田浩一 （Studio OX )
- キャラクターデザイン・作画 / 鈴木典孝 （Studio OX )
- エグゼクティブプロデューサー / 高野秀夫
- プロデューサー / 渡邊 靖・杉田篤彦 (Studio OX )
- プログラム・シナリオ / 保坂仁司（インフィニットシステム）・かすみひろかず（インフィニットシステム）
- 背景作画協力 / 中北晃二
- グラフィック / DENさん・けもの・御子止識・G — 2 ( シーライオン）・川田力也・秋田早知子（ポーラスター)・NAKAMURA.T・保野野潤（ポーラスター)・たかはしあまのすけ
- MAP作成 / 村田護郎 DEN さん
- 音楽制作 / Inner Brain
- 音楽プロデュース / 山本教子
- ゲーム音楽作曲・データ変換 / 桃井聖司
- デザインワ—クス / 桐村明日香
- スペシャルサンクス / 望月正雄

## 書籍
ケイエスエスノベルズシリーズ
『アイドルプロジェクト　アイドル修行に行くんだもん!!』（1997年5月15日発売）
著者 - 大島暁美 / 挿画 - 鈴木典孝（Studio OX）
ケイエスエスパーフェクトコレクションシリーズ
『アイドルプロジェクト　パーフェクトコレクション』（1997年6月12日発売）